# 15020 Brandonimber
15020 Brandonimber è un asteroide della fascia principale. Scoperto nel 1998, presenta un'orbita caratterizzata da un semiasse maggiore pari a 2,4149953 UA e da un'eccentricità di 0,1356472, inclinata di 2,24593° rispetto all'eclittica.
È stato dedicato a Brandon Stuart Imber, studente finalista all'Intel Science Talent Search del 2003.